# Eurytoma apantelesi
Eurytoma apantelesi är en stekelart som beskrevs av Jean Risbec 1951. Eurytoma apantelesi ingår i släktet Eurytoma och familjen kragglanssteklar. Inga underarter finns listade i Catalogue of Life.